# Thorleifs karaoke
Thorleifs karaoke är ett karaokealbum från 1998 av det svenska dansbandet Thorleifs. Albumet var endast tillgängligt för medlemmar i Thorleifs guldklubb.

## Låtlista
1. Gråt inga tårar
2. Och du tände stjärnorna
3. Kurragömma
4. En liten ängel
5. Oh, Josefin, Josefin
6. En liten bit av himlen